# 초코 (라인프렌즈)
초코는 라인프렌즈에서 제작한 캐릭터이다. 모태는 곰이며 암컷이다. 브라운의 여동생이며 오빠와 닮아서 머리에 리본을 달고있다. 

## 개요
라인프렌즈에서 제작한 캐릭터로 브라운의 여동생이다. 생김새는 브라운과 닮아있지만 여성스러운 옷을 즐겨입거나 때로는 찢어진 청바지도 입고 소셜 네트워크를 즐기는 성격이며 쇼핑과 뷰티를 좋아한다. 
오빠인 브라운과 마찬가지로 말이 없는 성격이지만 쇼핑을 좋아하는 성격이라 차이가 있다.  
알몸으로 나온 오빠와는 다르게 알몸으로 나온 적이 없으며 여러 가지 옷을 입는 모습으로 나오고 있어서 오빠와 구분이 된다.  
몸 색깔이 진한 갈색으로 보이는 브라운과는 다르게 연한 갈색을 띄고있다. 

## 특징
한때 브라운의 여친이나 브라운의 여장 모습이 아니냐는 일설도 있었다. 생김새가 브라운과 너무도 닮아보이고 말이 없고 무표정한 모습이 브라운과 닮아보이기 때문.
생일은 제임스와 같다.